# القط (فلم)
فيلم القط فيلم مصري من بطولة فيلم عمرو واكد واخرون تم عرضه وإنتاجه عام 2014 يتحدث عن الاوضاع السيئةً في مصر في جزئية عن خطف الأطفال وبيع اعضائه الحيوية ويعد فيلم القط هو التعاون الثاني بين الثلاثي إبراهيم البطوط وعمرو واكد وصلاح الحنفي بعد فيلم الشتا اللي فات 

## القصة
يبدا برجل يلبس صعيدي يدخل إلى غرفة ويحضر قنبلة في حقيبة، ثم يتم خطف ثلاثة أطفال طفلان وبنت ويتم أخذ أعضاء الأطفال وإرسال البنت لتزويجها من فتحى المسؤول عن هذه العمليات، بعدها يظهر القط عمرو واكد ويذهب لقتل الرجل الذي باع أعضاء الأطفال، ثم يمنع تزويج الطفلة من فتحي رجل الأعمال،
يظهر فاروق الفيشاوي الرجل الغامض، يتزوج القط من زوجته الثانية بعد امينة، يلتقي القط مع الرجل الغامض ويتحدثان عن القضاء على فتحي. يأتي تلفون للقط ويسافر بالقطر بناء على نصيحة الرجل الغامض حيث أن اباه مريض ويحتاج لبتر الاقدام، ثم يذهب مع رجاله لدفن قدمي والده المبتورتان، ثم ينقلة إلى بيت آخر ارضي ويخطط لقتل فتحي. يلتقي ثانيه مع الرجل الغامض ويساله عن سبب قتل ايها ثم يحصر القط الاسلحة مت غجري ويذهب الرجل الغامض إلى مكان ديني نوعا ماه فيه كتابات عبرين وعربيه مع موسيقى تصويريه مختلطة اللغات ثم يكون في مسجد مع اصوات الاذان والتكبير، ثم يكون في كابريه مع مساعدته. يظهر القط، ثم يظهر فتحي مع اثنتان في سرير، ثم يكون القط مع أحدهم يسمى العم مسعد لاحضار السلاح ويرى الرجل الغامض امامه... ثم يتكلمان عن سلاح ويلحقان سياره سوداء، فيها حنفي يطلق النار عالسيارة ويقطع غجري الطريق ويخطف حنفي بصندوق السيارة، ويقتل غجري العم مسعد كي لا يكون شاهد عليهم ويذهبان بحنفي.
يضعان فتحي في غرفة خشبية ويقوم غجري بحقنه بحقنة تجعله ينتفض وذلك لتعذيبه عن قتل الاطفال. في الصباح ينادي للكل ولا يحاول الهروب. يظهر الغامض امام الكباريه ويأتي القط ويهدده بالسلاح الأبيض ويعمل على تفريغ الكباريه... يحضرون فتحي امام الغامض، ثم يجيب الغمض عن سؤاله عن سبب قتل ايهاب وترك حنفي، يحاول عدم قتل فتحي لكن الغامض يستفزه بذكر اسم ابنته امينة التي فقدها وهي صغيرة، عندها يعود ويقتل حنفي. بالقطار مع غجري.

## الشخصيات
- عمرو واكد _القط
- فاروق الفيشاوي _ الرجل الغامض
- صلاح الحنفي_ المعلم فتحي
- عمرو فاروق _ غجري مساعد القط ومدبر كافة أعماله والمنفذ معه
- سارة شاهين _ مساعدة الرجل الغامض
- سلمى ياقوت _ زوجة القط
- _والد القط والذي يتم بتر اقدامه
- . بدور ايهاب

### الأطفال
- حسن

## الطاقم
- تصوير:طارق حفني
- تأليف: إبراهيم البطوط
- إخراج: إبراهيم البطوط
- إنتاج: عمرو واكد صلاح الحفني

## روابط خارجية
- مقالات تستعمل روابط فنية بلا صلة مع ويكي بيانات
- صفحة الفيلم على موقع السينما